# Villandraut
 Villandraut  (en occitano Villandraud) es una población y comuna francesa, situada en la región de Aquitania, departamento de Gironda, en el distrito de Langon y cantón de Villandraut.

## Demografía
| 988 | 940 | 887 | 914 | 777 | 815 |
| Para los censos de 1962 a 1999 la población legal corresponde a la población sin duplicidades (Fuente: INSEE [Consultar]) |     |     |     |     |     |